# ويليام إتش. فيرتشايلد
ويليام إتش. فيرتشايلد هو محامي وسياسي أمريكي، ولد في 31 يناير 1853، وتوفي في 8 مايو 1929. نشط حزبياً في الحزب الجمهوري. وقد انتخب عضو مجلس نواب فيرمونت ‏.